# Herman de la Fontaine Verwey
Herman de la Fontaine Verwey (Hilversum, 30 december 1903 − Amsterdam, 17 december 1989) was een Nederlands bibliothecaris, boekhistoricus en hoogleraar.

## Biografie
Verwey doorliep het gymnasium in zijn geboorteplaats en studeerde daarna rechten aan de Universiteit van Amsterdam. Tijdens zijn studententijd was hij tussen 1923 en 1925 redacteur van Propria Cures, in dezelfde tijd dat ook Menno ter Braak daarvan redactielid was. Hij publiceerde daarin voornamelijk over Franse literatuur. Na zijn afstuderen werd hij volontair bij de Universiteitsbibliotheek van Amsterdam. In 1928 werd hij conservator bij de Groninger Universiteitsbibliotheek.
Toen in 1941 de bibliothecaris van de Amsterdamse Universiteitsbibliotheek, dr. J. Berg, onderdook vanwege diens huwelijk met een Joodse vrouw, werd Verwey gevraagd die functie op zich te nemen. Hij zou ruim 25 jaar die functie vervullen en voor dit jubileum werd hem een bundel opstellen aangeboden: Studia bibliographica in honorem Herman de La Fontaine Verwey, Amstelo dami Kalendis Novembris 1966, uitgegeven door zijn vriend Menno Hertzberger in 1967. In 1969 legde hij die functie neer.
Intussen was hij per 22 maart 1954 benoemd tot bijzonder hoogleraar in de wetenschap van het boek en de bibliografie hetgeen hij bleef tot eind 1961; dit was een door de in 1953 opgerichte Dr. P.A. Tiele-Stichting ingestelde leerstoel boekwetenschap en Verwey was de eerst benoemde hoogleraar. Per 1 januari 1962 werd hij benoemd tot buitengewoon hoogleraar Wetenschap van het boek en de bibliografie; dit bleef hij tot eind augustus 1974. Per 1 september kreeg hij de Onderwijsopdracht Wetenschap van het boek en de bibliografie; deze opdracht vervulde hij tot eind juli 1975.
Verwey was voorts betrokken bij de oprichting van het Gezelschap Nonpareil, De Boekenwereld en Quaerendo. Daarnaast was hij van 1946 tot zijn overlijden bestuurslid van het Genootschap Amstelodamum.
Verwey publiceerde tientallen artikelen over boekgeschiedenis, vanaf 1933, waarvan er vele werden gebundeld in de 4-delige reeks Uit de wereld van het boek. Vanaf 1984 publiceerde hij 'Herinneringen van een bibliothecaris' in het tijdschrift De Boekenwereld die na zijn overlijden werden gebundeld in De verdwenen antiquaar en andere herinneringen van een bibliothecaris.

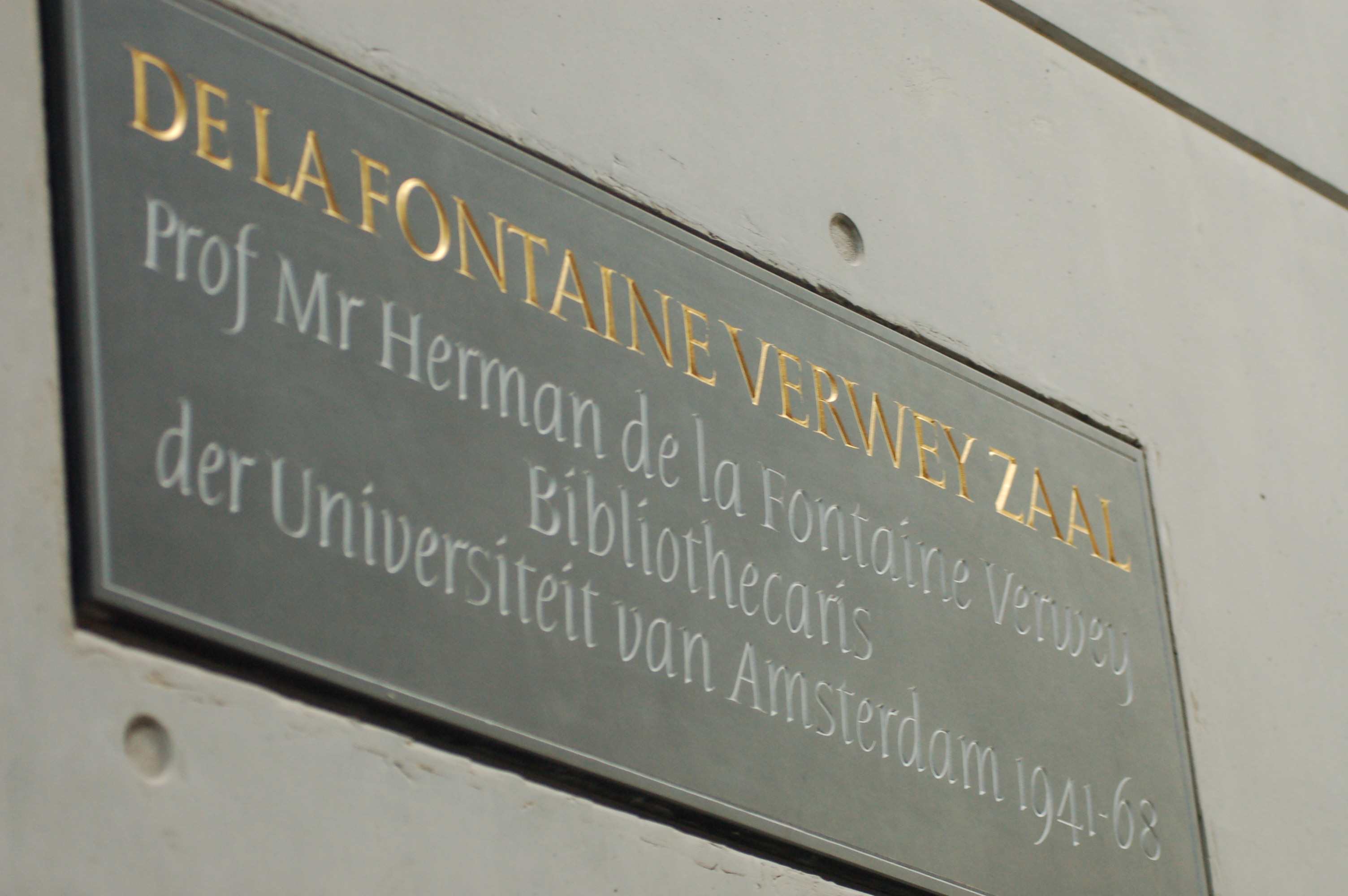
De la Fontaine Verweyzaal in het gebouw van Bijzondere Collecties aan de Oude Turfmarkt

Er is na zijn overlijden aan het Amsterdamse Universiteitsfonds een Prof. mr. Herman de la Fontaine Verwey Stichting opgericht met als doel: "ondersteunt activiteiten op het gebied van de Amsterdamse boekwetenschap, waaronder de instandhouding van een bijzondere leerstoel 'De Wetenschap van het handschrift in relatie tot de beschavingsgeschiedenis, in het bijzonder van de Middeleeuwen (500-1500)' aan de Universiteit van Amsterdam".

## Eerbetoon
- 1980 - Gouden Ganzenveer
- 1986 - Laurens Janszoon Costerprijs